# Fundació Palau
La Fundació Palau és un centre d'exposicions artístiques ubicat al centre de Caldes d'Estrac, al Maresme. Va ser inaugurada el maig del 2003, amb l'objectiu d'exhibir i difondre el fons artístic de la col·lecció d'art aportada per Josep Palau i Fabre, així com el seu arxius i biblioteca. Destaca el seu fons documental i bibliogràfic sobre Pablo Picasso. Forma part de la Xarxa de Museus d’Art de Catalunya (XMAC) i de la Xarxa de Patrimoni Literari Espais Escrits.

## Història
El fons de la Fundació Palau està constituït pel doble llegat de Josep Palau i Fabre. D'una banda, el fons aplegat pel seu pare, Josep Palau i Oller, que integra un ampli ventall de pintura catalana del començament del segle xx. De l'altra, l'aportació del mateix Palau i Fabre, el qual, en l'afany de continuar la tasca col·leccionista del seu pare, va reunir una gran col·lecció d'obres de Picasso, i també d'altres autors contemporanis com Perejaume, Miquel Barceló Artigues o Pepe Yagües. Actualment, la Fundació Palau, després del Museu Picasso de Barcelona és el segon museu de Catalunya amb més obres de Picasso. El 2017 dediquen diverses activitats per commemorar el centenari de Josep Palau i Fabre.

## Exposició permanent
La col·lecció permanent de la Fundació Palau s'exposa a dues sales: Un pare pintor i un fill poeta i Estimat Picasso.
Un pare pintor i un fill poeta
L'exposició permanent s'inicia amb l’àmbit Un pare pintor i un fill poeta. Renovada el febrer del 2020 i comissariada per Julià Guillamon, la sala ofereix un recorregut per la trajectòria de Josep Palau i Oller, pintor i el seu fill Josep Palau i Fabre, poeta.
L'espai recull la col·lecció de Josep Palau Oller que fou pintor, col·leccionista d’art, dissenyador de mobles i decorador.
Palau Oller va iniciar la seva trajectòria en el camp de les arts plàstiques. Fou amic de Josep Mompou, Pablo Gargallo i Joaquim Torres-García, va col·laborar a l'època daurada de la revista Papitu, cap al 1910', i va estar en contacte amb la renovació cultural posterior al Noucentisme: els nous realismes dels anys 30 i la pintura i l'escultura d'avantguarda.
Josep Palau i Fabre es va criar en aquest ambient artístic i de seguida es va interessar per l'art i la poesia. Va completar la col·lecció amb obres d’artistes com Joaquim Torres-García, donant així continuïtat a la tasca del seu pare. Aquesta sala incorpora el testimoni de la col·laboració de Palau i Fabre amb artistes com Albert Ràfols Casamada o la seva relació amb pintors com Antoni Tàpies i Joan Ponç, i amb els més actuals Miquel Barceló i Perejaume.
Aquesta exposició permanent de la Fundació Palau és un recorregut apassionat pel segle XX: des dels temps d'Isidre Nonell i Ismael Smith, fins als dibuixos de Miquel Barceló per a la Divina Comèdia de Dant. El Torres-García constructivista, Juli González, Joan Miró, Antonin Artaud: la recerca de l'absolut de l'art. Amb un muntatge que ens permet veure les obres com si encara formessin part de l'entorn quotidià del pare pintor i del fill poeta.
Estimat Picasso
La sala Estimat Picasso està integrada per una cinquantena d'obres de Pablo Picasso que Josep Palau i Fabre, al llarg de la seva vida, va anar adquirint o bé va rebre de mans del mateix Picasso, del qual va ser-ne amic durant 25 anys. En aquesta sala es poden contemplar obres d'èpoques i estils ben diversos. De tot aquest conjunt es poden destacar alguns estudis acadèmics realitzats per Picasso. Igualment, hi ha autoretrat de Picasso de caràcter monstruós o bé un petit teatret que l'artista va fer per a la seva filla Maya. També es mostren alguns llibres dedicats per Picasso a Palau i Fabre que testimonien la relació d'amistat entre ells. També s'hi exposen els més de 20 llibres que Palau i Fabre va escriure sobre al pintor malagueny.
Actualment, la Fundació Palau, després del Museu Picasso de Barcelona, és el segon museu de Catalunya amb més obres de Picasso.

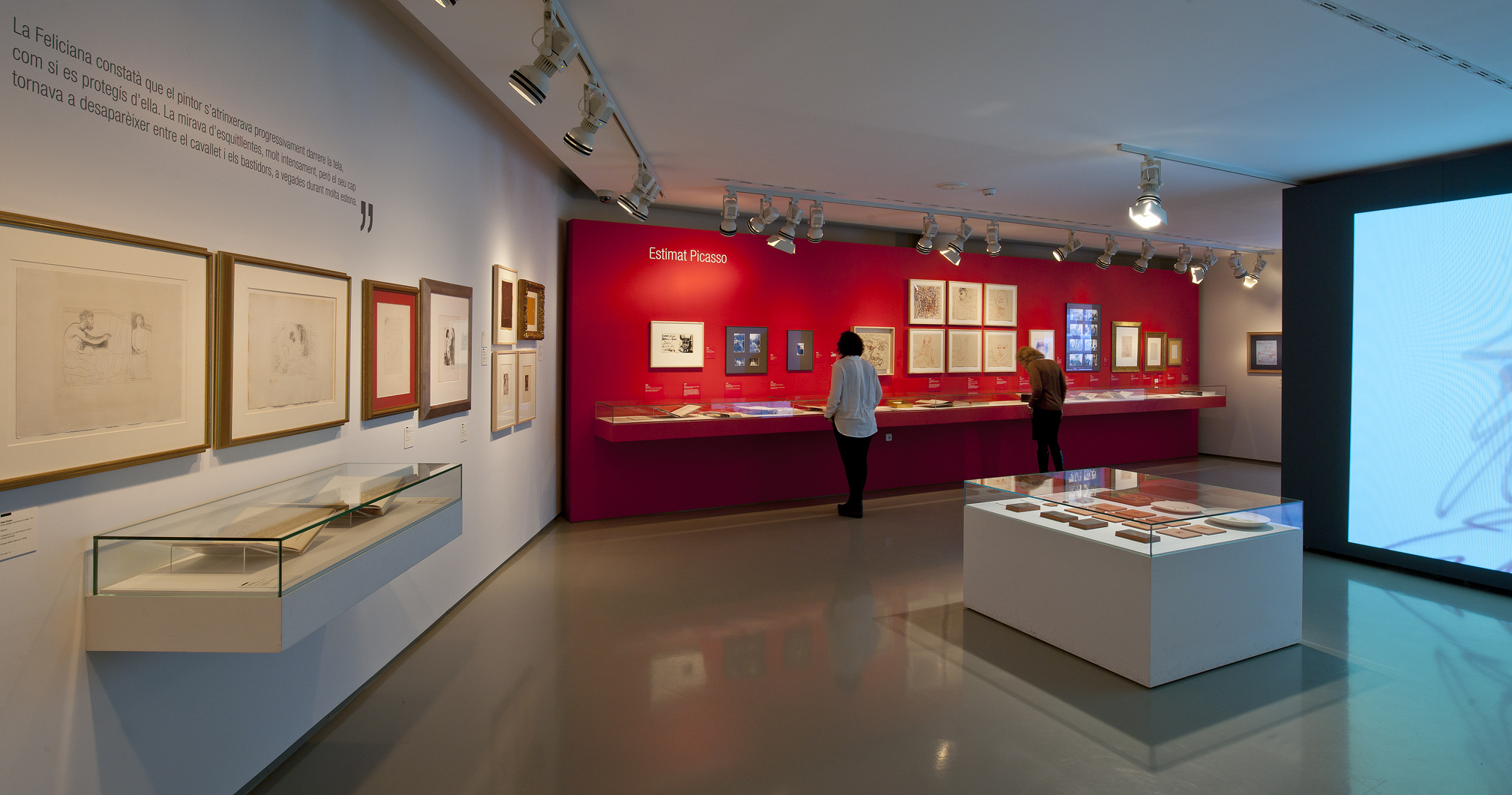
Sala Estimat Picasso
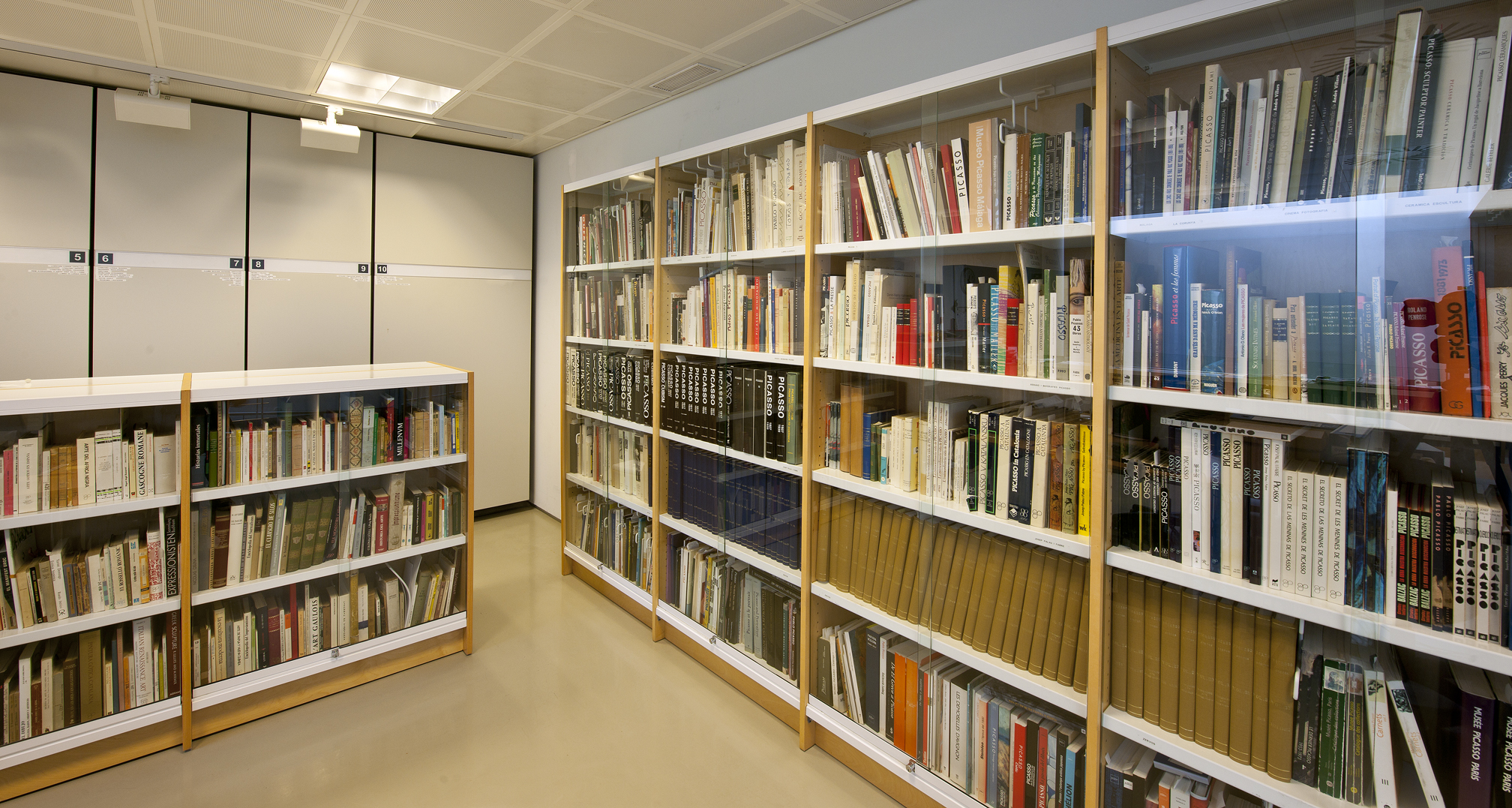
Biblioteca i fons documental
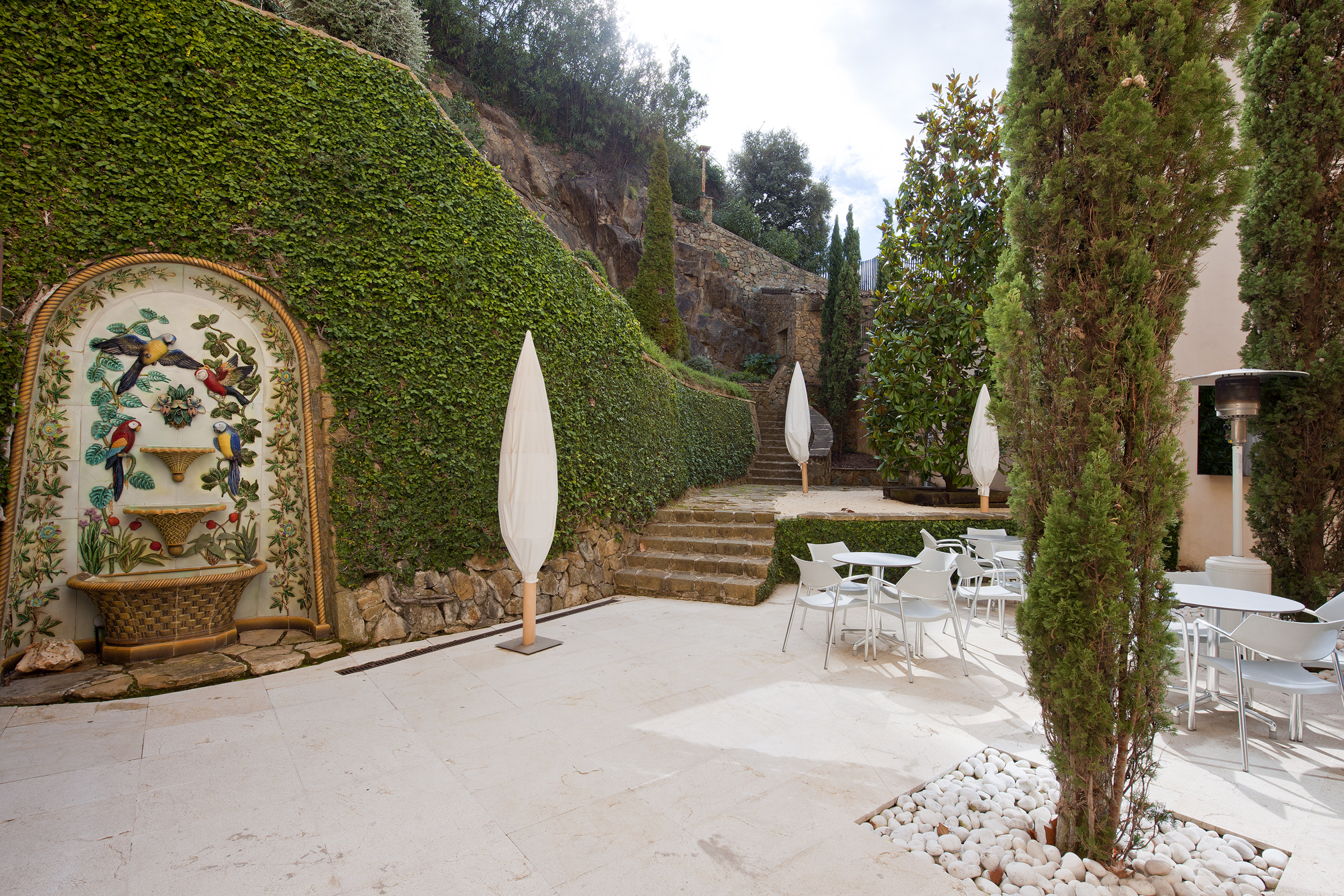
Pati de la Fundació Palau
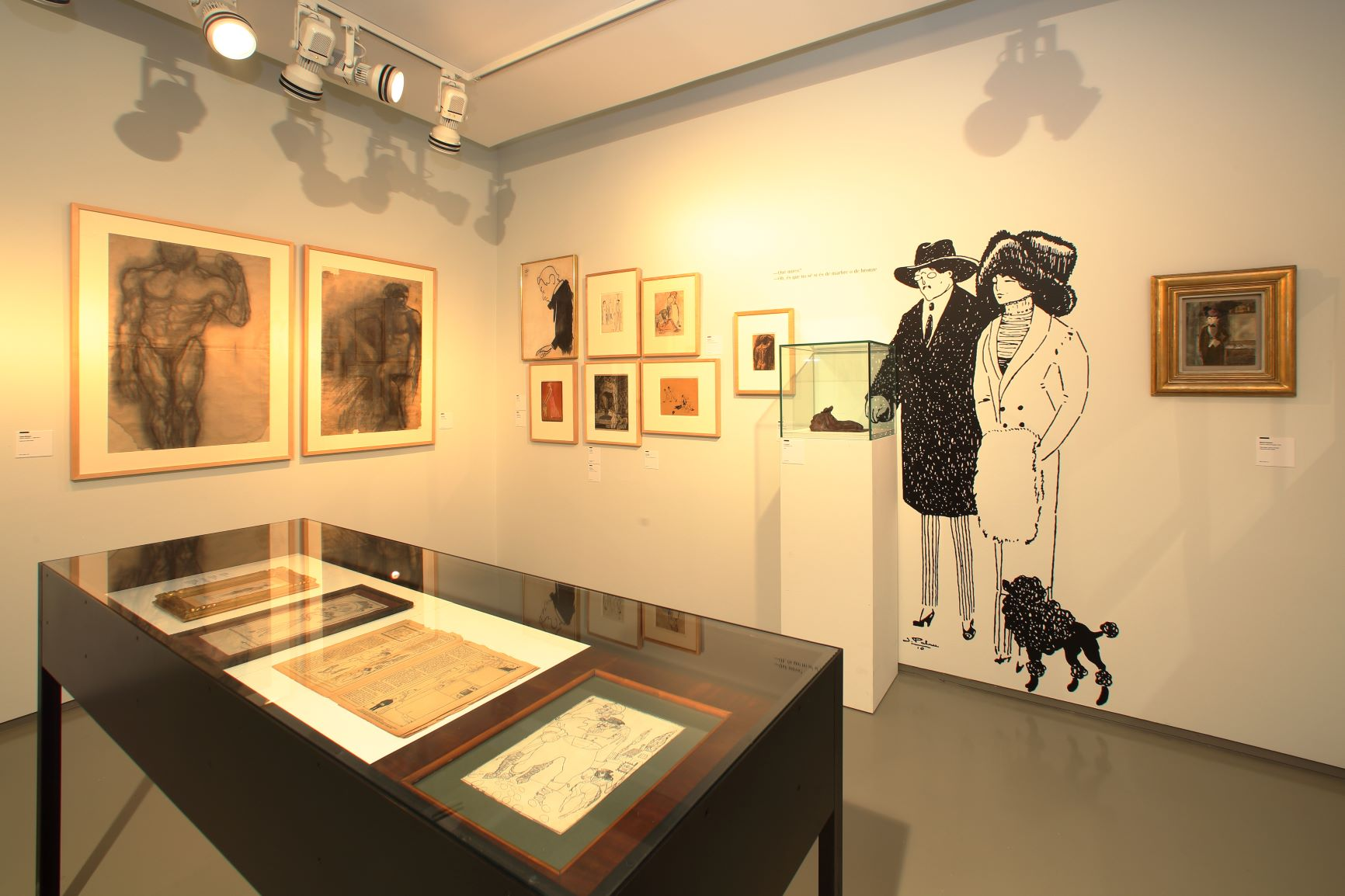
Sala Permanent: Un pare pintor i un fill poeta
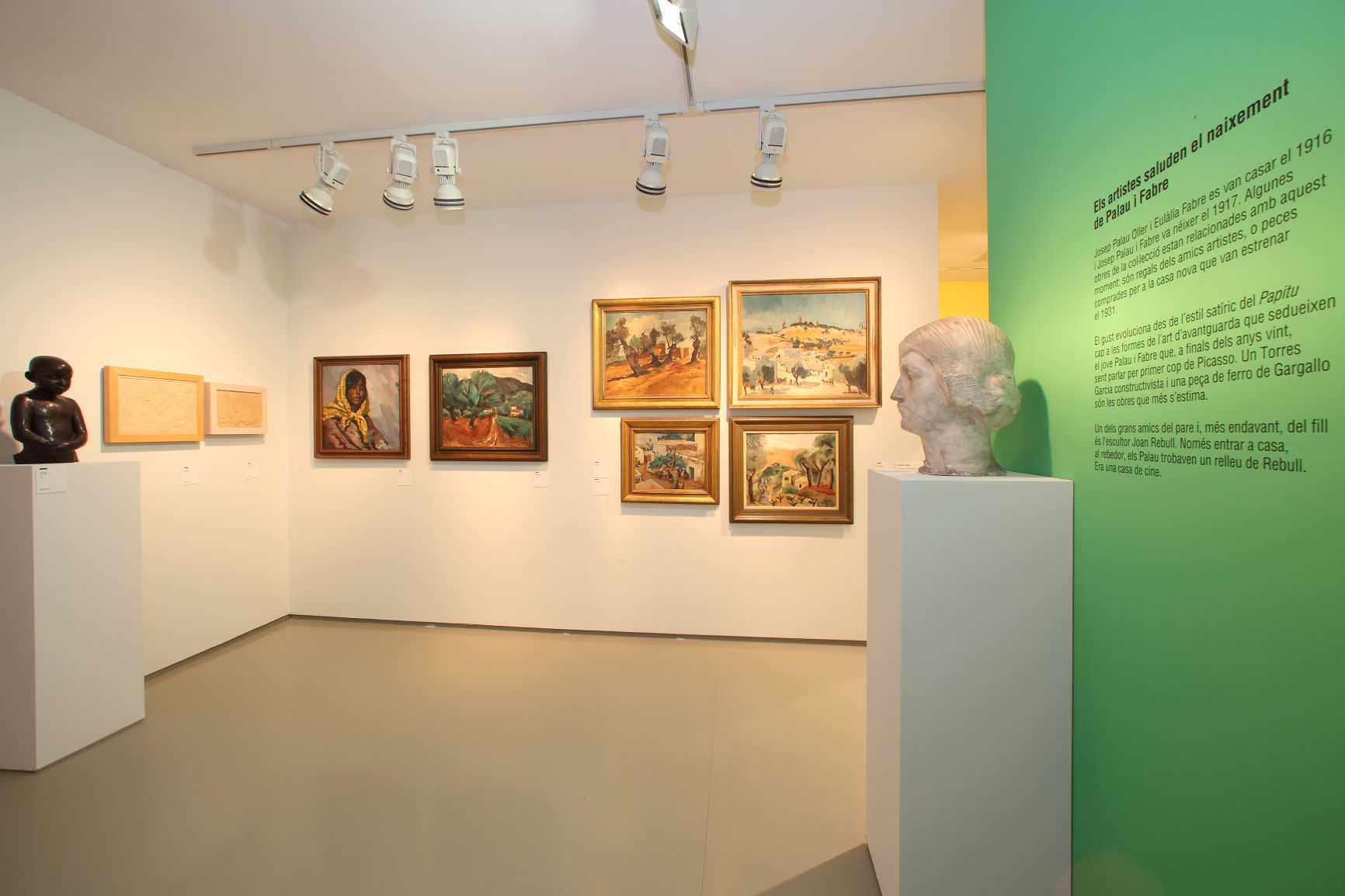
Sala Permanent: Un pare pintor i un fill poeta

## Arxiu i Biblioteca
La Fundació Palau no només acull la col·lecció d'art de Josep Palau Oller i Josep Palau i Fabre sinó que també disposa de tot el fons documental relacionat amb la vida i l'activitat literària de Josep Palau i Fabre i la seva família, amb més de 36.000 documents i una biblioteca de més de 16.000 volums. Es pot visitar amb cita prèvia.

## Activitats
A més de les sales d'exposicions permanents, la Fundació Palau organitza diverses activitats relacionades amb les arts plàstiques i la literatura (tallers, rutes, visites guiades...), així com exposicions temporals i el Festival de Poesia de Caldes d'Estrac "Poesia i +", a l'estiu.

## Obres destacades
- Composició Constructivista, Joaquim Torres Garcia, 1931
- Maternitat amb gallines i Tres dones mig nues de Juli González
- La caiguda de Barcelona, de Le Corbusier
- Salomé, de Pablo Picasso.[3]
- Divina Comèdia. Purgatori XXIX, de Miquel Barceló Artigues